# HD 87783
HD 87783，又名CD-46 5806，SAO 221773、HR 3976，是一颗恒星，视星等为5.08，位于銀經276.17，銀緯6.73，其B1900.0坐标为赤經10h 2m 13.6s，赤緯-46° 6.73′ 52″。